# فیزیولوژی فرگشتی

معمولاً تصور می‌شود که انتخاب طبیعی و گزینش جنسی مستقیماً بر رفتار تأثیر می‌گذارد (مثلاً کاری که جانور هنگام مواجهه با یک شکارچی انجام می‌دهد)، که در محدوده‌های تعیین‌شده توسط توانایی‌های عملکرد کل ارگانیسم بیان می‌شود (مانند سرعت دویدنش). که توسط صفات فرعی (مثلاً ترکیب نوع فیبر عضلانی) تعیین می‌شوند. نقطه ضعف این مدل مفهومی و عملیاتی، نداشتن شناخت صریح ویژگی‌های مکانی تاریخ زندگی است.

فیزیولوژی فرگشتی یا فیزیولوژی تکاملی (به انگلیسی: Evolutionary physiology)، مطالعه فرگشت بیولوژیکی ساختارها و فرآیندهای فیزیولوژیک است، یعنی روشی که در آن ویژگی‌های عملکردی افراد در جمعیتی از جانداران به انتخاب طبیعی در چندین نسل در طول تاریخ جمعیت پاسخ داده‌است. این یک رشته فرعی از فیزیولوژی و زیست‌شناسی فرگشتی است. پزشکان در این زمینه از زمینه‌های مختلف، از جمله فیزیولوژی، زیست‌شناسی تکاملی، بوم‌شناسی و ژنتیک می‌آیند.